# Dirk Dubbers
Dirk Dubbers, eigentlich: Dietrich Jochen Dubbers, (* 16. November 1943 in Dresden) ist ein deutscher Experimentalphysiker, der sich insbesondere mit Neutronenphysik befasst.

## Leben
Dubbers wurde 1943 in Dresden geboren, die Familie floh Anfang 1945 aus der zerstörten Stadt. Dubbers besuchte das altsprachliche Uhland-Gymnasium in Tübingen, sowie 1961 für ein Jahr die High School in Ann Arbor, Michigan. Er studierte Physik an der Georg-August-Universität Göttingen und der Ruprecht-Karls-Universität Heidelberg, an der er 1972 promoviert wurde (Untersuchung der Reorientierung von Kernen in Festkörpern anhand von Beta- und Gamma-Zerfalls-Anisotropien nach Einfang polarisierter Neutronen). Als Post-Doktorand war er 1972 bis 1975 an der europäischen Neutronenquelle des Institut Laue-Langevin (ILL) in Grenoble. Sein Forschungsgebiet war damals nukleare Festkörperphysik. 1978 habilitierte er sich in Heidelberg. Von 1985 bis 1990 forschte er als leitender Wissenschaftler am ILL zu Rolle des Neutrons in Teilchenphysik und Kosmologie. 1991 wurde er Professor an der TU München und von 1993 bis zu seiner Emeritierung 2011 war er ordentlicher Professor für Experimentalphysik am Physikalischen Institut der Ruprecht-Karls-Universität Heidelberg. Dirk Dubbers war von 1998 bis 2001 als Nachfolger von Reinhard Scherm der Direktor des ILL, und von 2001 bis 2003 Dekan der Heidelberger Fakultät für Physik und Astronomie.
Laut einer Pressemeldung vom Februar 2015 kam er zur von der Bundesrepublik angestrebten Wende zu erneuerbaren Energien mit anderen Physikern der Universität Heidelberg zu dem Schluss, dass das bisher Erreichte bei Weitem nicht ausreiche und selbst bei Umstellung aller Haushalte auf elektrischen Strom aus erneuerbaren Energien deren Anteil am Gesamtenergieverbrauch (d. h. nicht nur Strom, sondern auch die Sektoren Verkehr und Wärme) nur bei 4 Prozent liegen würde. Insgesamt lag der Anteil erneuerbarer Energien (mit deutlichem Schwerpunkt bei der Biomasse in Form von Holz, Klärgas, Biodiesel) 2016 gemäß der Studie bei nur 13 Prozent des Energieverbrauchs trotz großer Anstrengungen im Ausbau der Windenergie.

## Auszeichnungen
- 1991 erhielt er zusammen mit Walter Mampe den Stern-Gerlach Preis der Deutschen Physikalischen Gesellschaft für Präzisionsmessungen der schwachen Kopplungskonstante beim Betazerfall.
- 2012 erhielt er die Ehrendoktorwürde der Technischen Universität Wien.[3][4]

## Schriften
- Dirk Dubbers, Johanna Stachel, Ulrich Uwer: Energiewende Fakten, Missverständnisse, Lösungen – ein Kommentar aus der Physik
- Dirk Dubbers, Hans-Jürgen Stöckmann: Quantum Physics: The Bottom-Up Approach - From the simple two-level system to irreducible representations, Graduate Texts in Physics, Springer 2013, ISBN 978-3-642-31059-1
- Dirk Dubbers, Walter Mampe Zerfall des freien Neutrons, Physikalische Blätter, Band 47, 1991, S. 589–584, doi:10.1002/phbl.19910470706
- Dirk Dubbers, Michael G. Schmidt: The Neutron and its Role in Cosmology and Particle Physics, Rev. Mod. Phys., Band 83, 2011, S. 1111  doi:10.1103/RevModPhys.83.1111, arxiv:1105.3694
- Dirk Dubbers, Reinhard Scherm: Neutronen-Forschung am Institut Laue-Langevin: Neutronen-Quelle und Experimente. In: Physik in unserer Zeit., Band 34, Nr. 3, 2003, S. 108–111, doi:10.1002/piuz.200390052